# Hans Rebholz
Hans Rebholz (laut Taufbuch Johann Ev. Josef) (* 26. Dezember 1892 in Klagenfurt; † im 20. Jahrhundert) war ein österreichischer Buchhalter und Politiker.

## Leben
Rebholz war der Sohn des Fachlehrers an der Bundeslehranstalt für Maschinen und Elektrotechnik Johann Rebholz (* 15. Dezember 1860; † 19. April 1914) und dessen Ehefrau Anna Magdalena geb. Mayer (* 4. Dezember 1870; † 3. Februar 1949).
Rebholz war Bankangestellter und Buchhalter in Klagenfurt. 1925 wurde er Vorstandsmitglied des Spar- und Vorschussvereins der Angestellten der Kärntner Bank, r. G. m. b. H.
Er war römisch-katholisch und heiratete am 13. November 1920 Anna Wastian geb. Gulterer (* 6. Juli 1881). Aus der Ehe gingen drei Töchter hervor, von denen zwei jung starben.

## Politik
Rebholz war Mitglied der Landesleitung der Ostmärkischen Sturmscharen und Gemeinderat in Klagenfurt.
Im Ständestaat war er vom 27. März 1935 (als Nachfolger des zurückgetretenen Karl Krumpl) bis zu seinem Rücktritt am 7. Oktober 1935 als Vertreter des Gewerbes Mitglied im Ständischen Kärntner Landtag.